# Rostrevor

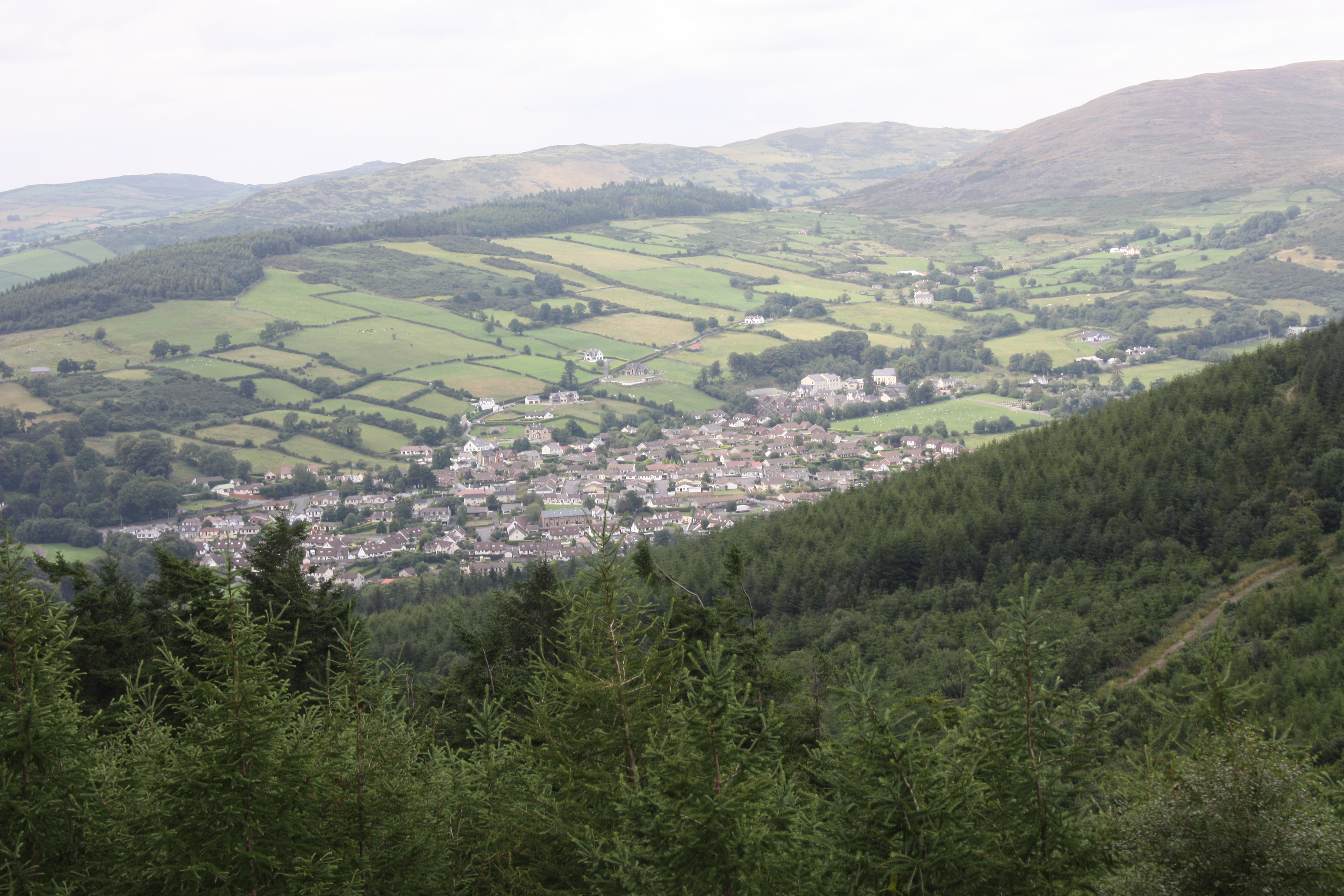
Rostrevor

Rostrevor (iriska: Cáisleán Ruairi) är ett samhälle i distriktet Newry, Mourne and Down i grevskapet Down i Nordirland. År 2001 hade Rostrevor 2 444 invånare. Samhället ligger vid Carlingford Lough och Slieve Martin.